# Олеша Юрій Карлович
Ю́рій Ка́рлович Оле́ша (рос. Юрий Карлович Олеша;(19 лютого (3 березня) 1899 , Єлисаветград, Херсонська губернія  — 10 травня 1960 , Москва, РРФСР, СРСР ) — російський радянський прозаїк та драматург.

## Життєпис
Народився 19 лютого (3 березня) 1899 р. у Єлисаветграді (теперішній Кропивницький) у католицькій сім'ї походженням зі старого білоруського шляхетського роду. Його рідною мовою була польська. В трирічному віці разом з батьками переїхав до Одеси: «В Одесі я навчився вважати себе близьким до Заходу. У дитинстві я жив наче у Європі».
Вчився у Рішельєвській гімназії. Першим опублікованим твором став вірш «Кларимонда» (1915), який вийшов у газеті «Южний вестнік». По закінченні гімназії у 1917 р. вступив до Одеського університету. У юності непогано грав у футбол на позиції півзахисника, виступав у одній команді з Григорієм Богемським — майбутнім футболістом збірної Російської імперії. Також серед його знайомих ще з юнацьких років були майбутній письменник Валентин Катаєв та поет Едуард Багрицький.
У 1922 переїжджає до Москви. Першим твором, який прославив письменника, став роман-казка «Три товстуни» (рос. «Три толстяка»), написаний у 1924, опубл. у 1928 (ілюстрації Мстислава Добужинського). У 1930 р. для МХАТу автор створив на основі твору п'єсу, яка досі успішно йде на сценах багатьох країн світу. Її переклали на понад 15 мов. За мотивами казки згодом було створено балет (музика Віктора Оранського) і знято фільм (режисер Олексій Баталов).
Публікація у часописі «Красная новь» роману «Заздрість» (Зависть, 1927) викликала полеміку у пресі. Головний герой, інтелігент, мрійник та поет Микола Кавалеров виявляється непотрібним і зайвим у новому радянському устрої. Противагою йому є успішний ковбасник Андрій Бабичев, чиї справи йдуть дедалі краще. Автор використав цікаву метафору — образ ковбаси, як символ благополуччя за радянської влади. Через два роки Олеша написав за цим твором п'єсу «Змова почуттів» (Заговор чувств, 1929).